# HD219862
HD219862 — хімічно пекулярна зоря спектрального класу A2, що має видиму зоряну величину в смузі V приблизно  8,5.
Вона  розташована на відстані близько 509,6 світлових років від Сонця.